# The Beautiful Lie
The Beautiful Lie, es un drama australiano transmitido del 18 de octubre del 2015 hasta el 22 de noviembre del 2015 por medio de la cadena ABC. La serie es una re-imaginación de la clásica novela Anna Karenina de Leo Tolstoy.

## Historia
La serie contó una historia de amor y todo lo que va con ella: la familia y la fidelidad, la seducción, el compromiso, los celos la envidia, la obligación y la pasión, el amos que salva y el amor que destruye.

## Personajes[2]

### Personajes principales
| Actor                | Personaje                | Ocupación           | Nº de episodios | Duración |
| -------------------- | ------------------------ | ------------------- | --------------- | -------- |
| Sarah Snook          | Anna Faraday-Ivin        | extenista           | 6               | 2015     |
| Rodger Corser        | Alexander "Xander" Ivin  | extenista           | 6               | 2015     |
| Celia Pacquola       | Dolly Ballantyne-Faraday | -                   | 6               | 2015     |
| Daniel Henshall      | Kingsley Faraday         | -                   | 6               | 2015     |
| Catherine McClements | Tess Du Pont             | -                   | 6               | 2015     |
| Benedict Samuel      | Skeet Du Pont            | Productor de Música | 6               | 2015     |
| Alexander England    | Peter Levin              | -                   | 6               | 2015     |
| Dan Wyllie           | Nick Levin               | -                   | 6               | 2015     |
| Gina Riley           | Catherine Ballantyne     | -                   | 6               | 2015     |
| Robert Menzies       | Phillip Ballantyne       | -                   | 6               | 2015     |
| Sophie Lowe          | Kitty Ballantyne-Levin   | -                   | 6               | 2015     |

### Personajes recurrentes
| Actor                        | Personaje     | Ocupación | Nº de episodios | Duración |
| ---------------------------- | ------------- | --------- | --------------- | -------- |
| Marlon Williams              | Dylan         | -         | 6               | 2015     |
| Lewis Fletcher               | Kasper Ivin   | -         | 6               | 2015     |
| Harrison Molloy              | Riley Faraday | -         | 6               | 2015     |
| Artemis Ioannides            | Gabriela      | Niñera    | 5               | 2015     |
| Milla Cormack Rubie Kirkwood | Olive Faraday | -         | 3               | 2015     |
| Fiona Harris                 | Helen         | -         | 3               | 2015     |
| Ali Barter                   | Theresa       | Cantante  | 3               | 2015     |
| Savanna Molloy Hadley Webb   | Poppy Faraday | -         | 2               | 2015     |
| Sheena Reyes                 | Nat           | -         | 2               | 2015     |
| Jessica Clarke               | Zoe           | -         | -               | 2015     |

## Episodios
La primera temporada de la serie estuvo conformada por 6 episodios.

## Premios y nominaciones
| Año  | Categoría                                                                    | Premio             | Nominados                                  | Resultado |
| ---- | ---------------------------------------------------------------------------- | ------------------ | ------------------------------------------ | --------- |
| 2016 | Best Lead Actress In A Television Drama                                      | AACTA Award        | Sarah Snook                                | Nominada  |
| 2016 | Best Guest Or Supporting Actress In A Television Drama                       | AACTA Award        | Celia Pacquola                             | Nominada  |
| 2016 | Best Telefeature Or Mini Series                                              | AACTA Award        | The Beautiful Lie                          | Nominado  |
| 2016 | Best Screenplay In Television                                                | AACTA Award        | Jonathan Gavin                             | Nominado  |
| 2016 | Best Cinematography In Television                                            | AACTA Award        | John Brawley                               | Nominado  |
| 2016 | Best Production Design In Television                                         | AACTA Award        | Elizabeth Mary Moore                       | Nominada  |
| 2016 | Best Costume Design In Television                                            | AACTA Award        | Erin Roche                                 | Nominada  |
| 2016 | Best Editing In Television                                                   | AACTA Award        | Denise Haratzis                            | Nominado  |
| 2016 | Best Sound In Television (junto a Cameron Grant, Blair Slater y Andrew Neil) | AACTA Award        | John McKerrow, Glenn Newnham y Paul Pirola | Nominados |
| 2016 | Best Television Miniseries - Adaptation                                      | AWGIE Award        | Alice Bell                                 | pendiente |
| 2016 | Most Outstanding Actress                                                     | Silver Logie Award | Sarah Snook                                | Nominada  |
| 2016 | Most Outstanding Miniseries or Telemovie                                     | Silver Logie Award | The Beautiful Lie                          | Nominado  |

## Producción
La serie fue dirigida por Glendyn Ivin y Peter Salmon. También contó con la participación de los escritores Alice Bell y Jonathan Gavin.